# شیرزاد
شیرزاد، روستایی از توابع بخش مرکزی شهرستان مسجدسلیمان در استان خوزستان ایران است.
شیرزاد شهبازی

## جمعیت
این روستا در دهستان تل بزان قرار دارد و براساس سرشماری مرکز آمار ایران در سال ۱۳۸۵، جمعیت آن ۷۰ نفر (۱۵خانوار) بوده‌است.